# 로라 리 게이어
로라 리 게이어(Lora Lee Gayer, 1988년 4월 27일 ~ )는 미국의 연극 배우, 영화배우이다. 브롱크스에서 태어났다. 브로드웨이에서 그녀는 2016년 홀리데이 인에서 린다 메이슨의 주연을 시작했다.

## 영화
- 뮤지컬 홀리데이 인 (2017년) - 린다 메이슨 역